# Крестовый поход (Доктор Кто)
Крестовый поход (англ. The Crusade) — четырнадцатая серия британского научно-фантастического телесериала «Доктор Кто», состоящая из четырех эпизодов, которые были показаны в период с 27 марта по 17 апреля 1965 года. Два эпизода сохранились в архивах Би-би-си, а два были утрачены.

## Сюжет

### Лев
На Доктора и его спутников нападают сарацины, вследствие чего Барбара попадает в плен. В бой вступают крестоносцы, среди которых оказывается Ричард Львиное Сердце, Торнебу и Вильям. Вильям, назвавшись Ричардом, тоже оказывается в плену. Раненый стрелой Торнебу спасает Доктора от смерти. Вильям в плену встречает Барбару и вместе с ней решает разыграть спектакль, в котором он сыграет роль Ричарда, а Барбара — роль его сестры, Джоанны. Эль Акир верит им и предвкушает благодарность султана. Однако не всё так просто: Сал-Аддин и его брат Саф-Аддин понимают, что их обманули. Поражённый тем, что Вильям спас своего короля, Сал-Аддин даёт Вильяму полную свободу, кроме свободы непосредственно. Барбара же должна стать новой Шехерезадой, чтобы спасти свою жизнь. Доктор, Иэн и Вики решают доставить Торнебу ко двору Ричарда, но для начала им нужно раздобыть местную одежду. В одном из ларьков Доктор незаметно крадёт вещи. Доктор и его спутники предлагают Ричарду выкупить Вильяма и Барбару, но получают отказ, поскольку Ричард не намерен вести переговоры с врагом.

### Рыцарь Яффы
Ричард решает унизить Сал-Аддина, предложив ему обмен ста сарацин на одного их солдата. Джоанна рассказывает Ричарду о том, что Саф-Аддин добивается её руки. Эль Акир с помощью торговца Луиджи похищает Барбару. Для заключения мира Ричард собирается отдать в жёны Саф-Аддину свою сестру. Он пишет письмо, которое должен доставить ко двору султана Иэн, ставший рыцарем Яффы. Сал-Аддин узнаёт о пропаже Барбары и выясняет, кто за этим стоит. Луиджи сознаётся во всём Вильяму. Торговец из лавки и Корвингер заявляют Ричарду, что Доктор украл у них вещи. Доктор говорит, что не мог украсть вещи у Корвингера, поскольку он украл их у торговца, и, возможно, именно торговец украл их у Корвингера. Окончательно запутав обоих, Доктор вынуждает заплатить за вещи Корвингера. Иэн прибывает ко двору султана и от Вильяма узнаёт, что опоздал. Барбара, скрываясь от охранников, попадает в новую беду.

### Колесо Фортуны
Мужчина по имени Харун-Аддин спасает Барбару, убив охранников. Джоанна узнаёт, что Доктор выдавал Вики за мальчика и приказывает Корвингеру купить ей женскую одежду. Харун-Аддин приводит Барбару домой, где та знакомится с его дочерью Софией. Он рассказал Барбаре, что Акир убил его жену и сына и забрал вторую дочь, Маймуну. После того, как Харун-Аддин уходит, Барбара узнаёт, что он скрыл от дочери правду о её семье. Харун-Аддина схватили. Несмотря на протесты, Ричард не собирается отказываться от брака Джоанны с Саф-Аддином. Сал-Аддин даёт согласие на брак, но приказывает быть готовыми к обороне. Во время нападения охранников София и Барбара укрываются в потайной комнате. Барбара, чтобы спасти Софию от преследования, сдаётся охране. По пути к Барбаре Иэн попадает в засаду. Джоанна, узнавшая о предстоящем браке, заявляет, что уйдёт под защиту Римского Папы. Ричард обвиняет Доктора в раскрытии плана сестре. Барбару приводят к Акиру.

### Военачальники
Барбара устраивает суматоху и сбегает от Эль Акира в гарем. Эль Акир предлагает девушкам в гареме кольцо с рубином в обмен на Барбару. Но девушки не выдают её. Иэна, от которого требуют денег, начинают пытать. Солдат Лестер обвиняет Вики в предательстве, и Доктор понимает, кто на самом деле выдал план Ричарда Джоанне. Ричард просит Доктора и Вики уехать. Барбара рассказывает Маймуне, что её отец и сестра живы. Граф Лестер обвиняет Доктора в шпионаже в пользу сарацин и посылает за ним отряд. Иэну удаётся договориться со своим похитителем Ибрагимом. Барбара собирается бежать. Фатима приходит к Эль-Акиру за кольцом с рубином. Явившись в гарем, Эль Акир попадает в ловушку: его убивает Харун-Аддин, узнавший от Софии куда увели Барбару. Фатима приводит Иэна, который вместе с Харуном избавляются от стражи. Барбара и Иэн наконец свободны. Доктора хватают солдаты графа Лестера, но Вики удаётся укрыться в ТАРДИС, в которой она встречает Барбару. Иэн заявляет, что собирается сам казнить Доктора. Доктор просит у графа Лестера выполнить последние желание. Доктор с Иэном отправляются в Яффу. Дойдя до Тардис, палач и шпион исчезают. Граф Лестер понимает, что его обманули. В ТАРДИС внезапно гаснет свет.

## Трансляции и отзывы
| Эпизод            | Дата показа    | Продолжительность | Телезрители (в миллионах) | Archive                            |
| ----------------- | -------------- | ----------------- | ------------------------- | ---------------------------------- |
| «Лев»             | 27 марта 1965  | 24:56             | 10.5                      | 16mm t/r                           |
| «Рыцарь Яффы»     | 3 апреля 1965  | 23:28             | 8.5                       | Only stills and/or fragments exist |
| «Колесо Фортуны»  | 10 апреля 1965 | 24:51             | 9.0                       | 16mm t/r                           |
| «Военачальники»   | 17 апреля 1965 | 23:40             | 9.5                       | Only stills and/or fragments exist |
| [ 1 ] [ 2 ] [ 3 ] |                |                   |                           |                                    |

## Коммерческие релизы

### Печатная продукция
В 1966 году Дэвидом Уитакером написал по сюжету сериала роман «Доктор Кто и крестоносцы» (англ. Doctor Who and the Crusaders), добавив в книгу расширенный пролог и обилие боевых сцен.